# 岐阜県立岐阜西工業高等学校
岐阜県立岐阜西工業高等学校（ぎふけんりつ ぎふにしこうぎょうこうとうがっこう）は、岐阜県岐阜市にあった県立の工業高等学校である。

## 概要
校訓は「不撓不屈」。
1997年（平成9年）に、岐阜県立岐阜第一女子高等学校と合併して岐阜県立岐阜総合学園高等学校となり、閉校した。

## 沿革
- 1962年（昭和37年）4月：仮校舎を岐南工校舎、岐工校舎に置く。
  - 岐南工校舎：電気科・土木科・建築科
  - 岐工校舎：機械科・化学工学科
  - 岐南工校舎にて第1回入学式。
- 1962年（昭和37年）9月：現在地の校舎に移転。
- 1971年（昭和46年）11月：記念誌「天地」 1号発行。
- 1977年（昭和52年）4月：設備工業科を設置。
- 1981年（昭和56年）12月：創立20周年記念式典を挙行。
- 1984年（昭和59年）4月：電子科を設置。
- 1989年（平成元年）4月：情報システム科を設置。
- 1991年（平成3年）11月：創立30周年記念式典を挙行。
- 1996年（平成8年）11月：工業科の募集停止。
- 1997年（平成9年）3月：岐阜西工業高校の卒業生総数は12,513名。
- 1998年（平成10年）3月：岐阜総合学園高校の工業科卒業（304名）。
- 1999年（平成11年）3月：岐阜総合学園高校の工業科卒業（293名）。

## 旧所在地
- 〒500-8289：岐阜県岐阜市須賀五丁目31

## 主な卒業生
- 長屋恭一
- 安田善治郎